# Cyaniris confusa
Cyaniris confusa är en fjärilsart som beskrevs av Charles Oberthür 1915. Cyaniris confusa ingår i släktet Cyaniris och familjen juvelvingar. Inga underarter finns listade i Catalogue of Life.